# 데쓰도하쿠부쓰칸역
데쓰도하쿠부쓰칸역(일본어: 鉄道博物館駅)은 일본 사이타마현 사이타마시 오미야구에 있는 사이타마 신도시 교통 이나 선의 역이다.
구역명은 오나리역(일본어: 大成駅)이였으나, 역명이 개명된 후에도 부역명 인칭으로 괄호 안에 표기되고 있다.

## 역사
- 1983년 12월 22일: 오나리역으로 영업 개시.
- 2007년
  - 3월 18일: IC카드 Suica 공용 개시.
  - 10월 14일: 철도박물관 개관과 동시에 데쓰도하쿠부쓰칸(오나리)로 역명 변경. 승강장 확장, 에스컬레이터, 엘리베이터 설치, 대합실 확대, 자동 개찰・창구 설치 등의 대규모 개수되고 신역사가 됨.

## 역 구조
상대식 승강장 2면 2선의 고가역이다. 도호쿠・조에쓰 신칸센의 고가 궤도를 끼고 위치한다. 개찰구는 우치주쿠 역 방향에 있다.
2007년 3월 18일의 Suica 도입에 맞추어 뉴셔틀의 중간역에서는 처음으로 자동 개찰기(3통로)가 설치되고 액정 표시의 발차표도 설치되었다.
역의 전후로는 상하행선 모두 비탈로 되어 있어 신칸센 고가보다 수 m 낮다.
철도박물관 입구로서 구내는 넓으므로 개찰 내에는 자동 판매기가 병설된 휴게실과 함께 보관함도 있다. 여유 있는 구조를 살려 뉴셔틀에 관련된 전시를 하고 있다.

### 승강장
| 1 | ■ 이나 선(뉴셔틀) | 마루야마・우치주쿠 방면 |
| 2 | ■ 이나 선(뉴셔틀) | 오미야 행               |

## 역 주변
- 철도박물관 - 도보 1분

### 서쪽
- 동일본여객철도(JR 동일본) 오미야 종합 차량 센터
- 일본화물철도(JR 화물) 오미야 차량소
- 국도 제17호선
  - 오나리 과선교
- 사이타마 현립 오미야추오 고등학교
- 사이타마 현립 직업 능력 개발 센터
- 사이타마 시립 오미야 서부 도서관
- 사이타마 시립 닛신 중학교
- 오미야 니시 우체국
- 이온 오미야점
- JR 동일본 연구 개발 센터
- 사이타마 대학 교육 학부 부속 특별 지원학교
- 육상자위대 오미야 주둔지
- 농업・식품 산업 기술 종합 연구 기구 생물계 특정 산업 기술 연구 지원센터

### 동쪽(JR 선로 반대편)
- 오미야 중앙 종합병원
- 오미야 우체국
  - 유초 은행 오미야점
- 사이타마 현립 역사민속박물관
- 오미야 경찰서
- 도부 노다 선 기타오미야 역

## 사진

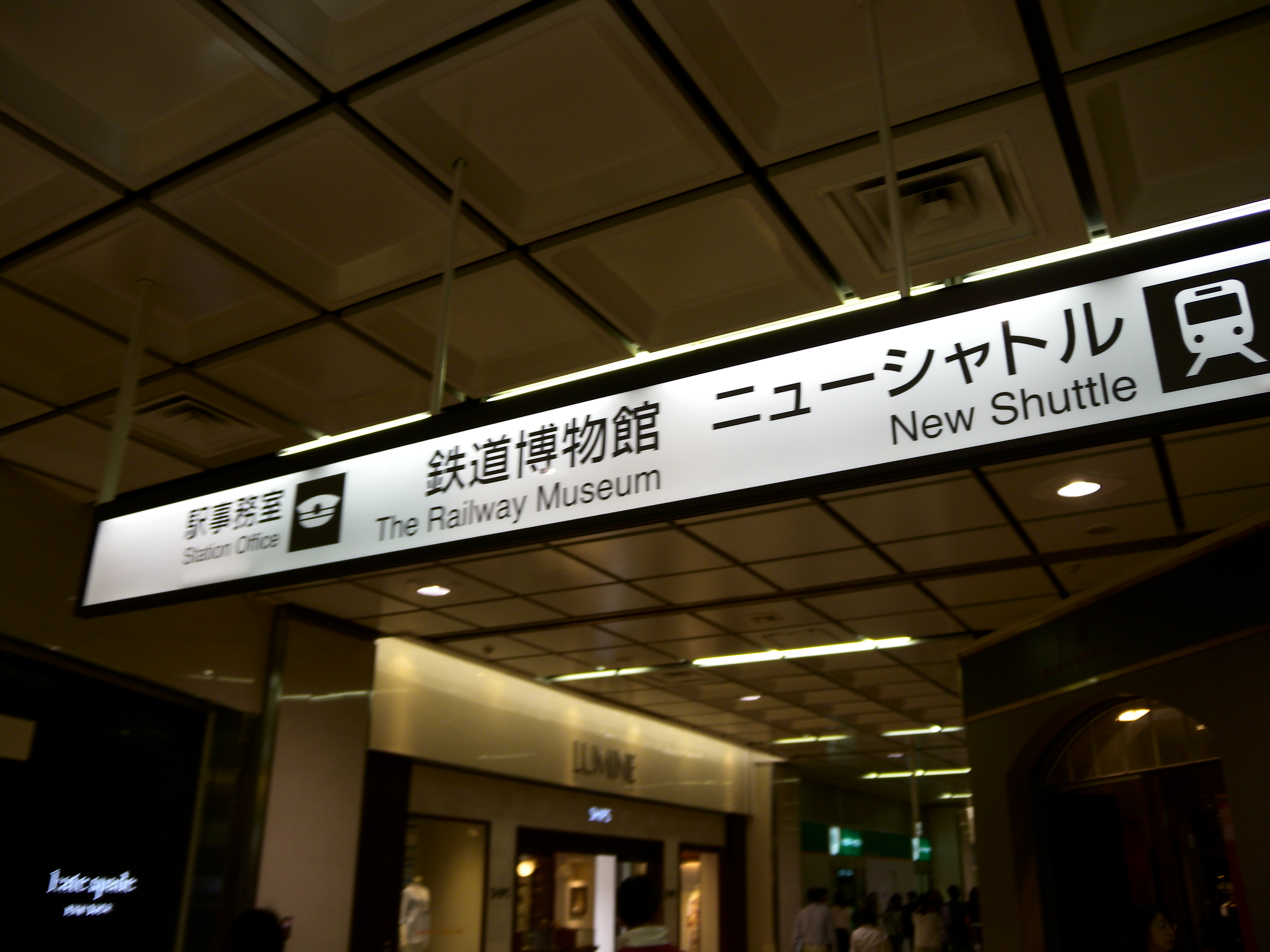
행선지 안내표
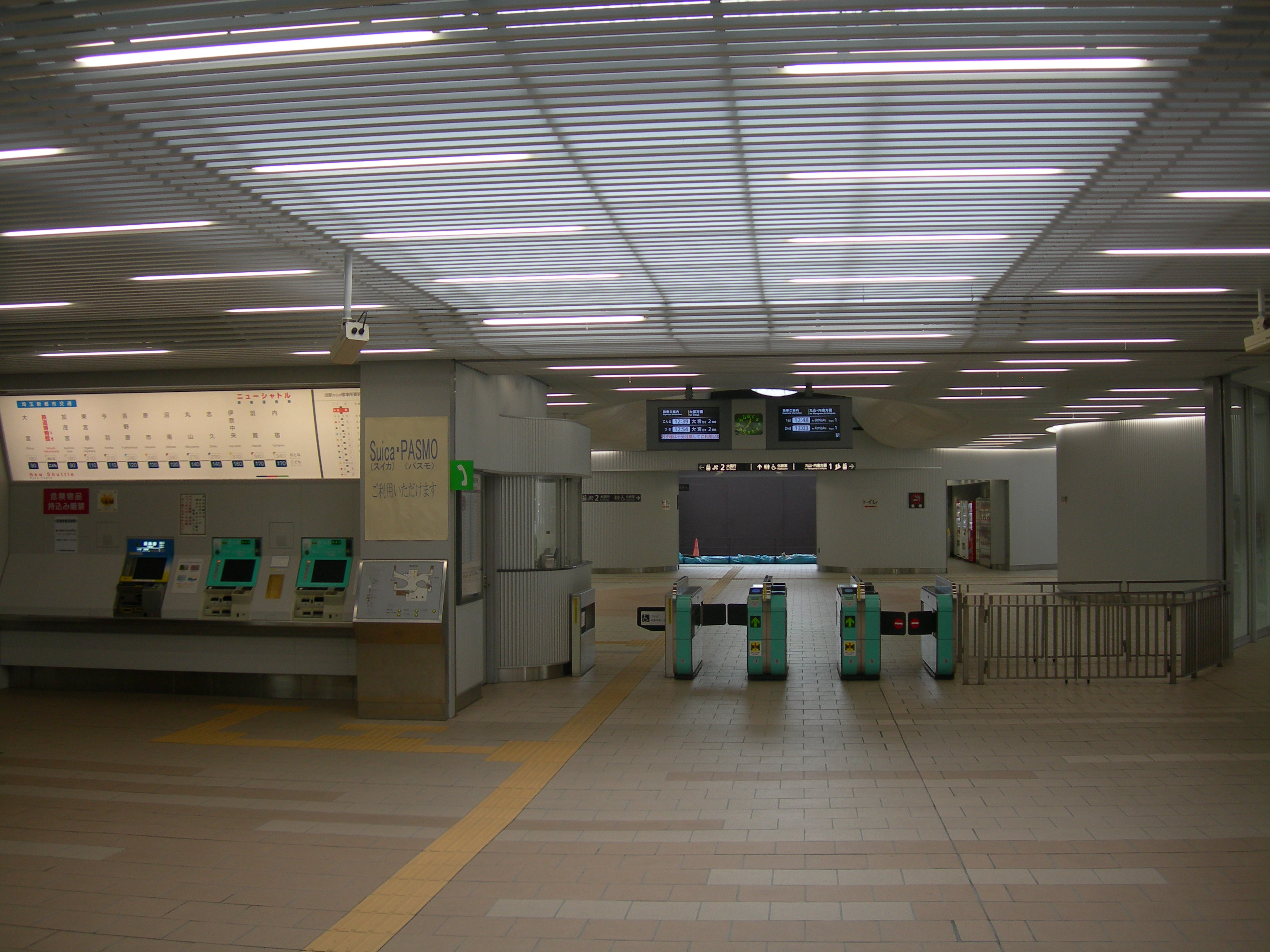
개찰구
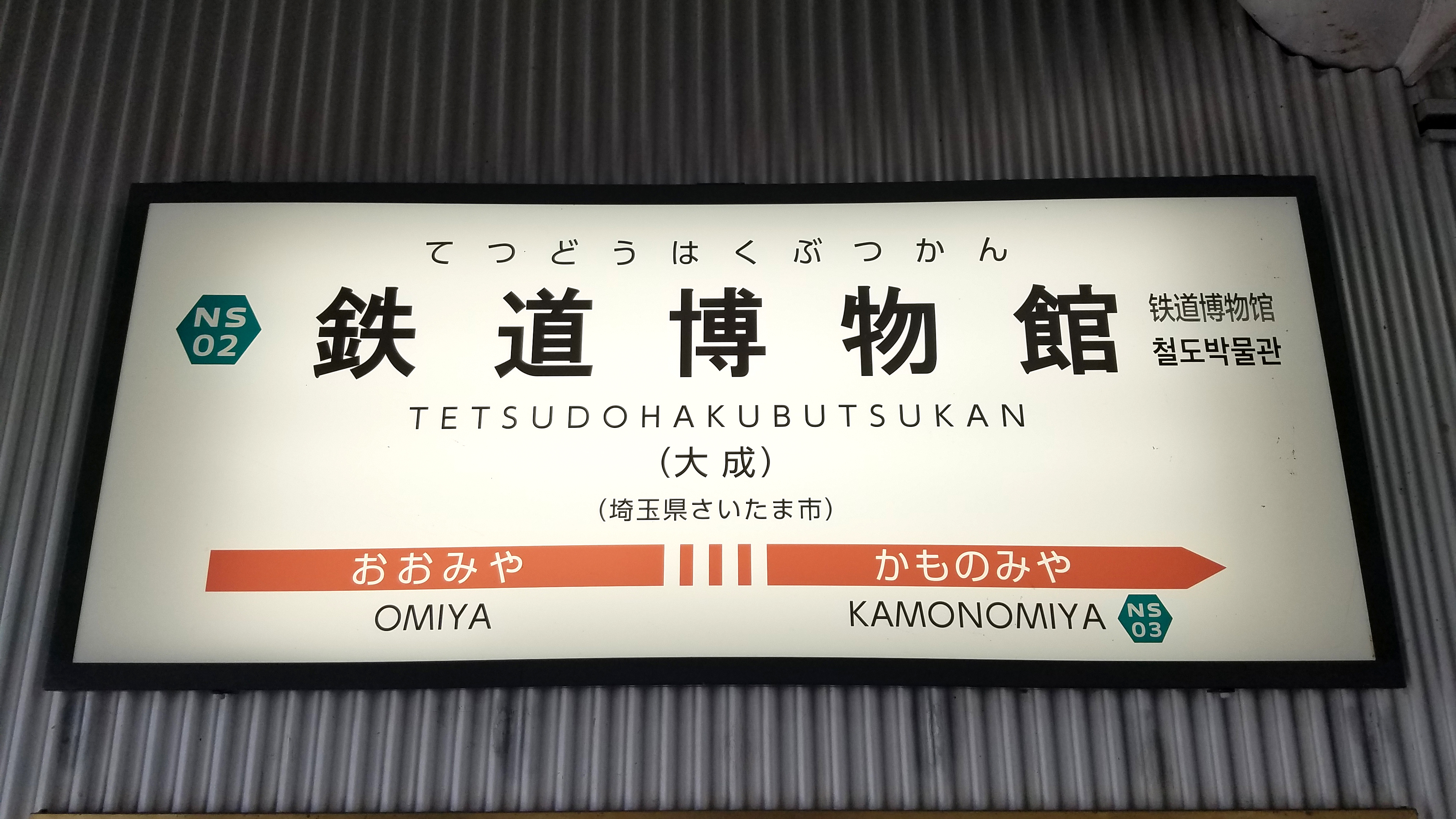
역명판

## 인접역
| 사이타마 신도시 교통 ■ 이나 선 | 사이타마 신도시 교통 ■ 이나 선 | 사이타마 신도시 교통 ■ 이나 선 |
| ------------------------------ | ------------------------------ | ------------------------------ |
| 오미야 오미야 방면             |                                | 가모노미야 우치주쿠 방면       |